# 24. San-marinesisches Kabinett
Das 24. Kabinett setzte sich aus Partito Democratico Cristiano Sammarinese (PDCS) und Partito Socialista Sammarinese (PSS) zusammen und regierte San Marino vom 9. Juli 1993 bis zum 7. Juli 1998.
Die schon seit März 1992 bestehende Koalition aus PDCS und PSS wurde nach der Parlamentswahl vom 30. Mai 1993 fortgesetzt.

## Liste der Minister
Die san-marinesische Verfassung kennt keinen Regierungschef, im diplomatischen Protokoll nimmt der Außenminister die Rolle des Regierungschefs ein.
| Amt                | Minister                  | Partei | Amtszeit                          |
| ------------------ | ------------------------- | ------ | --------------------------------- |
| Auswärtiges        | Gabriele Gatti            | PDCS   | 9. Juli 1993 bis zum 7. Juli 1998 |
| Inneres            | Antonio Lazzaro Volpinari | PSS    | 9. Juli 1993 bis zum 7. Juli 1998 |
| Finanzen           | Clelio Galassi            | PDCS   | 9. Juli 1993 bis zum 7. Juli 1998 |
| Industrie          | Fiorenzo Stolfi           | PSS    | 9. Juli 1993 bis zum 7. Juli 1998 |
| Territorium        | Emma Rossi                | PSS    | 9. Juli 1993 bis zum 14. Mai 1997 |
| Territorium        | Luciano Ciavatta          | PSS    | 14. Mai 1997 bis zum 7. Juli 1998 |
| Handel             | Ottaviano Rossi           | PDCS   | 9. Juli 1993 bis zum 7. Juli 1998 |
| Gesundheit         | Sante Canducci            | PDCS   | 9. Juli 1993 bis zum 7. Juli 1998 |
| Arbeit             | Claudio Podeschi          | PDCS   | 9. Juli 1993 bis zum 7. Juli 1998 |
| Tourismus          | Augusto Casali            | PSS    | 9. Juli 1993 bis zum 7. Juli 1998 |
| Bildung und Justiz | Pier Marino Menicucci     | PDCS   | 9. Juli 1993 bis zum 7. Juli 1998 |

### Bemerkungen
1. ↑  Segretario di Stato per gli Affari Esteri e Politici
2. ↑  Segretario di Stato per gli Affari Interni e la Protezione Civile
3. ↑  Segretario di Stato per le Finanze, il Bilancio, la Programmazione e i Rapporti con l’A.A.S.F.N.
4. ↑  Deputato per l’Industria, l’Artigianato e la Cooperazione Economica
5. ↑  Deputato per il Territorio, l’Ambiente, l’Agricultura e i Rapporti con l’A.A.S.P.
6. ↑  Deputato per il Commercio, i Rapporti con l’A.A.S.S e con le Giunte di Castello
7. ↑  Deputato per la Sanità e la Sicurezza Sociale
8. ↑  Deputato per il Lavoro e la Cooperazione
9. ↑  Deputato per i Communicazioni e i Trasporti, il Turismo e lo Sport
10. ↑  Deputato per la Pubblica Istruzione e la Cultura, l’Università e la Giustizia

ab 1997 wurden alle Mitglieder der Regierung als Segretario di Stato tituliert.

## Veränderungen
Emma Rossi trat im Mai 1997 zurück und schloss sich der neu gegründeten Partei Socialisti per le Riforme an. Ihr Nachfolger wurde am 14. Mai 1997 Luciano Ciavatta.